# Sue (khủng long)
Sue tên hiệu được đặt cho  PR 2081 FMNH, là một trong những mẫu vật khủng long lớn nhất, rộng rãi nhất và được bảo tồn tốt nhất trong các mẫu vật  Tyrannosaurus rex từng được tìm thấy, với hơn 90% được phục hồi hàng loạt. Nó được phát hiện ngày 12 tháng 8 năm 1990, bởi Sue Hendrickson, một nhà thám hiểm và nhà sưu tập hóa thạch, và được đặt theo tên của bà. Sau khi các tranh chấp về quyền sở hữu được giải quyết, hóa thạch đã được bán đấu giá vào tháng 10 năm 1997, với giá 8,3 triệu đô la Mỹ, mức giá cao nhất đã được trả cho một hóa thạch khủng long, và hiện là một đặc điểm nổi bật lâu dài tại Bảo tàng Lịch sử Tự nhiên Field ở Chicago, Illinois.